# Corbère
Corbère – miejscowość i gmina we Francji, w regionie Oksytania, w departamencie Pireneje Wschodnie.
Według danych na rok 1990 gminę zamieszkiwały 442 osoby, a gęstość zaludnienia wynosiła 61 osób/km² (wśród 1545 gmin Langwedocji-Roussillon Corbère plasuje się na 544. miejscu pod względem liczby ludności, natomiast pod względem powierzchni na miejscu 888.). 

## Zabytki
Zabytki na terenie gminy posiadające status monument historique:
- zamek w Corbère (Château de Corbère)